# Offa

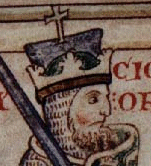
Offa, zoals afgebeeld in een 13e-eeuws manuscript

Offa was van 757 tot zijn dood in juli 796 koning van Mercia. Hij was de zoon van Thingfrith en een afstammeling van Eowa van Mercia. Offa kwam op de Mercische troon na een periode van burgeroorlog die was begonnen met de moord op Æthelbald van Mercia. Hij wist usurpator Beornred te verslaan. In de beginjaren van Offa's bewind consolideerde hij waarschijnlijk zijn controle over de Hwicce en de Magonsæte, volkeren in de Midlands. Offa wist te profiteren van de instabiliteit in het koninkrijk Kent om daar zijn opperheerschappij te vestigen. Offa had tegen 771 ook de controle over het koninkrijk Sussex, hoewel zijn gezag in beide grondgebieden niet onomstreden bleef. In de jaren 780 wist hij de Mercische suprematie over het grootste deel van het zuiden van Engeland te vestigen. Door een bondgenootschap te sluiten met Beorhtric van Wessex, die met Offa's dochter Eadburh in het huwelijk trad, wist hij de volledige controle over het zuidoosten te herwinnen. Hij wist zich ook de opperheerschappij over het koninkrijk van de Oost-Angelen te verwerven, waar hij koning Æthelberht II van East Anglia in 794 liet onthoofden, misschien omdat deze tegen hem in opstand was gekomen. Hij versterkte zijn positie verder door een andere dochter uit te huwelijken aan de koning van Northumbria.
Hij trad genadeloos op tegen zijn tegenstanders in het zuiden. Aan het eind van zijn periode beheerste hij vanuit Tamworth heel Engeland ten zuiden van de rivier de Humber. Hij liet een lange grensdijk aanleggen (Offa's Dyke), bestaande uit een dijk en waterwerken (sloten) langs de grens met Wales.
Offa onderhandelde ook met keizer Karel de Grote. Een voorgesteld huwelijk tussen hun kinderen ging echter niet door. Om zijn macht nog verder te versterken bezocht hij de paus in 792. Onder zijn regime werd ook omstreeks het jaar 785 de Engelse zilveren penny ingevoerd.
In de oudstbekende kroningsceremonie werd zijn zoon Ecgfrith in 787 gewijd tot opvolger. Deze overleed echter kinderloos, enkele maanden na de dood van Offa. Zijn succes bij de opbouw van een sterk rijk leidde tot verzet in de andere koninkrijkjes. Uiteindelijk werd Mercia in 825 in de slag bij Ellendun verslagen door Egbert van Wessex, waarna de koningen van Wessex de overhand kregen.

## Achtergrond en bronnen

Britse koninkrijken ca. 800 (aan het eind van Offa's bewind)

In de eerste helft van de achtste eeuw was koning Æthelbald van Mercia de dominante Angelsaksische heerser. In 731 was hij de opperheerser over alle provincies ten zuiden van de rivier de Humber. Æthelbald was een uit een aantal sterke Mercische koningen die vanaf het midden van de zevende eeuw tot het begin van de negende regeerde. Pas ten tijde van het bewind van Egbert van Wessex in de negende eeuw begon de Mercische macht af te nemen.
De macht en het prestige dat Offa wist te verwerven maakt hem tot een van de belangrijkste heersers in het vroeg-middeleeuwse Brittannië, hoewel geen eigentijdse biografie van hem bewaard is gebleven. Een belangrijke bron voor de periode is de Angelsaksische kroniek, een verzameling van annalen in het Oudengels dat de geschiedenis van de Angelsaksen vertelt. De Chronicle was een West-Saksische productie, vandaar dat het werk door sommige wordt gezien als bevooroordeeld ten gunste van Wessex; daardoor zou dit werk de omvang van de Mercische macht van Offa onderbelichten.
Die macht zien wij aan het werk in de charters uit de jaren van Offa's bewind. Charters waren documenten waarin land werd toegekend aan volgelingen of aan abdijen. De getuigen waren de koningen, die de bevoegdheid hadden om land toe te kennen, en hun entourage. In een charter kunnen zowel de namen van een onderworpen koning als zijn opperheerser op de getuigenlijst voorkomen. Zo'n getuigenlijst is bijvoorbeeld te zien op het zogenaamde Ismere-diploma, waar Æthelric, zoon van koning Oshere van de Hwicce, wordt beschreven als een "subregulus", of onderkoning, van Æthelbald's. De achtste-eeuwse monnik en kroniekschrijver de Eerbiedwaardige Beda schreef een geschiedenis van de Angelsaksische kerk genaamd Historia ecclesiastica gentis Anglorum; deze geschiedenis heeft alleen betrekking op gebeurtenissen voor 731, maar als een van de belangrijkste bronnen voor de Angelsaksische geschiedenis biedt het belangrijke achtergrondinformatie voor Offa's bewind
Offa's Dyke, waarvan het grootste deel waarschijnlijk tijdens zijn regering is gebouwd, is een getuigenis van de uitgebreide middelen die Offa tot zijn beschikking had en die hij klaarblijkelijk ook wist te organiseren. Onder de andere overlevende bronnen is een problematisch document bekend als de Tribal Hidage, die verder bewijs kan bieden over Offa's bereik als een heerser, hoewel de toewijzing ervan aan Offa's bewind wordt betwist.
Uit deze periode is een aanzienlijk corpus van brieven overgebleven, met name van Alcuin, een Engels diaken en geleerde, die meer dan tien jaar doorbracht aan het hof van Karel de Grote als een van diens belangrijkste adviseurs. Alcuin correspondeerde met koningen, edelen en geestelijken in heel het Angelsaksische gebied. Deze brieven illustreren in het bijzonder Offa's relaties met het continent, zoals ook in zijn muntslag, die was gebaseerd op Karolingische voorbeelden.

## Voorouders en familie

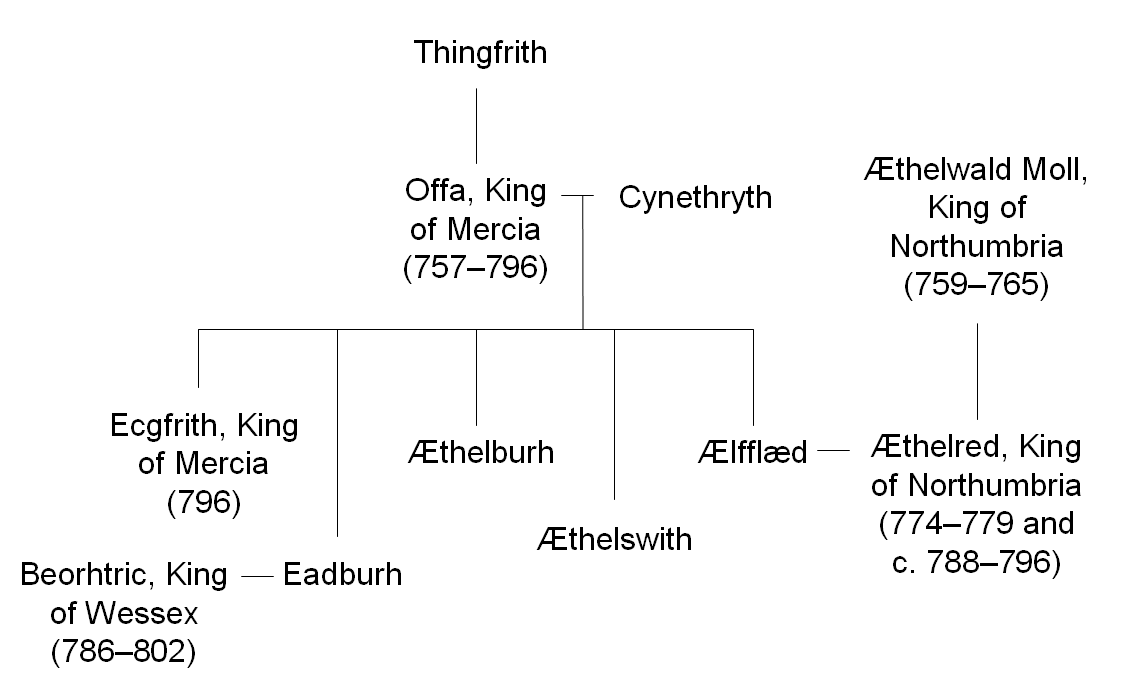
Offa's directe familie

Offa's afkomst wordt gegeven in de Anglian collection, een verzameling van genealogieën die afstammingslijnen van vier Mercische koningen beschrijven. Alle vier de afstammingslijnen gaan terug op Pybba, die vroeg in de zevende eeuw over Mercia heerste. Offa's lijn loopt via Pybba's zoon Eowa en vervolgens over drie generaties: Osmod, Eanwulf en Offa's vader, Thingfrith. Æthelbald, die het grootste deel van de veertig jaar voor Offa koning van Mercia was, was volgens deze genealogieën ook een afstammeling van Eowa: Offa's grootvader, Eanwulf was een achterneef van Æthelbald. Eanwulf kreeg door Æthelbald grond toegewezen op het grondgebied van de Hwicce, en het is mogelijk dat Offa en Æthelbald van dezelfde familietak afkomstig waren. In een charter verwijst Offa naar Æthelbald als zijn bloedverwant, en Headbert, Æthelbalds broer, zou volgens getuigen in de charters na Offa aan de macht komen.
Offa was getrouwd met Cynethryth. Haar afkomst is onbekend. Het echtpaar had een zoon, Ecgfrith, en vier dochters: Ælfflæd, Eadburh, Æthelburh en Æthelswith. Er is wel gespeculeerd dat Æthelburh de abdis was die een bloedverwante was van koning Ealdred van de Hwicce, maar er waren in die tijd andere prominente vrouwen met de naam Æthelburh.

## Kent en Sussex

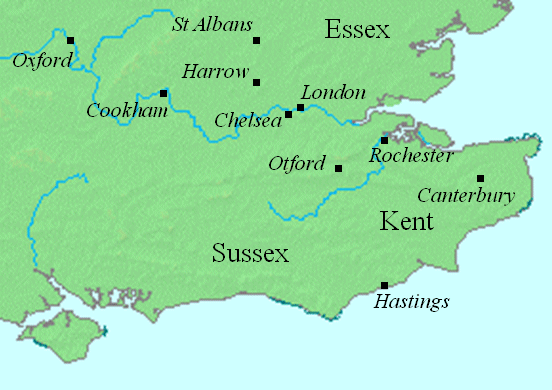
Kaart van Zuidoost-Engeland met daarop locaties die verbonden zijn met Offa.

Offa lijkt na 762 een instabiele situatie in het koninkrijk Kent te hebben uitgebuit. Kent had een lange traditie van een gezamenlijke koningschap, met het oosten en het westen van Kent onder afzonderlijke koningen, hoewel een van deze koningen meestal dominant was. Voorafgaand aan 762 werd Kent geregeerd door Æthelberht II en Eadberht I; Eadberht's zoon Eardwulf wordt ook genoemd als koning. Æthelberht stierf in 762 en van Eadberht en Eardwulf maakt men in hetzelfde jaar voor het laatst melding. Oorkonden uit de periode 762-764 noemen andere koningen van Kent, waaronder Sigered, Eanmund en Heahberht.
In 764 kende Offa uit eigen naam land toe in de buurt van Rochester, met Heahberht op de getuigenlijst als koning van Kent. Een andere koning van Kent, Ecgbert komt samen met Heahberht op een charter uit 765 voor; deze oorkonde werd vervolgens door Offa bevestigd. Offa's invloed in Kent op dit moment is duidelijk en er is wel gesuggereerd dat Heahberht door Offa als zijn cliëntkoning werd geïnstalleerd. Er is minder overeenstemming onder historici over de vraag of Offa in de periode daarna de algemene opperheerschappij over Kent uitoefende. Het is bekend dat hij een oorkonde van Ecgbert heeft ingetrokken op grond van het feit dat "het verkeerd van deze thegn was om land dat hem door zijn heer was toegekend in de macht van een ander te geven zonder de getuigenis [van zijn heer]", maar de datum van Ecgberts oorspronkelijke landtoekenning is onbekend, net als de datum van Offa's intrekking ervan. Het kan zijn dat Offa van 764 tot ten minste 776 de effectieve overlord van Kent was. Het beperkte bewijs voor Offa's directe betrokkenheid in het koninkrijk tussen 765 en 776 omvat twee oorkonden uit 774, waarin hij grond in Kent toekent; er zijn echter twijfels over de echtheid van deze oorkonden, zodat Offa's effectieve macht in Kent voorafgaand aan 776 beperkt kan zijn gebleven tot de jaren 764-765.

## East Anglia
In East Anglia werd Beonna waarschijnlijk rond 758 koning. Beonna's eerste muntslag is eerder dan die van Offa en impliceert onafhankelijkheid van Mercia. De Latere East Anglische geschiedenis is nogal duister, maar in 779 werd Æthelberht II koning. Hij was lang genoeg onafhankelijk om eigen munten te laten slaan. Volgens de Angelsaksische kroniek gaf koning Offa in 794 de opdracht om, "Æthelberht te onthoofden". Offa liet in de vroege jaren 790 pennies slaan in East Anglia. Het is dus waarschijnlijk dat Æthelberht tegen Offa rebelleerde. Blijkbaar was hij niet succesvol, want hij werd onthoofd. Vertellingen over deze gebeurtenis hebben de tand des tijds doorstaan waarin Æthelberht als gevolg van de machinaties van Offa's vrouw Cynethryth de dood vindt, maar de vroegste handschriften waarin deze eventueel legendarische versie wordt geschetst, dateren uit de elfde en twaalfde eeuw. Recente historici hechtten niet al te veel waarde aan deze versie van de gebeurtenissen. De legende beweert ook dat Æthelberht bij Sutton St. Michael werd gedood en vier mijlen (6 km) ten zuiden van Hereford werd begraven. Daar bloeide in latere jaren zijn cultus, op enig moment werd deze begraafplaats het tweede bedevaartsoord na Canterbury.

## Wessex
Ten zuiden van Mercia kwam Cynewulf in 757 op de troon van Wessex. Hij wist een groot deel van grensgebied dat Æthelbald van Mercia op de Westsaksen had veroverd, terug te winnen. Offa behaalde in 779 in de slag bij Bensington (in Oxfordshire) een belangrijke overwinning op Cynewulf. Hierbij heroverde hij een deel van het land langs de Thames. Er zijn geen onbetwistbaar authentieke oorkonden van vóór deze datum bekend, die aantonen dat Cynewulf deel uitmaakte van Offa's entourage, en er is ook geen bewijs dat Offa voor die tijd opperheerser over Cynewulf was. Na de moord op Cynewulf in 786 kwam Offa tussenbeide. Hij zette zich in om Beorhtric op de West-Saksische troon te krijgen. Hoewel Offa Beorhtrics claim op de troon van Wessex niet direct ondersteunde, lijkt het waarschijnlijk dat Beorhtric Offa daarna in zekere mate als zijn opperheerser erkende. Offa's munt werd in het gehele West-Saksische koninkrijk gebruikt. Beorhtric ging pas na de dood van Offa tot eigen muntslag over.
In 789 trad Beorhtric in het huwelijk met Eadburh, een dochter van Offa; de Chronicle meldt dat de twee koningen samenwerkten om Egbert van Wessex voor "drie jaar" naar Francia te verbannen; men voegt eraan toe dat "Beorhtric Offa hielp omdat hij Offa's schoonzoon was". Sommige historici geloven dat de "drie jaar" uit de kroniek een fout is, en dat er eigenlijk "dertien jaar" zou moeten staan, wat zou betekenen dat Egberts van Wessex' ballingschap van 789 tot 802 duurde. Deze lezing is echter omstreden. Eadburh wordt door Asser genoemd. Asser was een negende-eeuwse monnik die een biografie van Alfred de Grote schreef: Asser zegt dat Eadburh "in bijna het gehele koninkrijk de macht uitoefende", en dat zij zich "als een tiran begon te gedragen gelijk haar vader". De aard van haar macht was ongetwijfeld nauw gerelateerd aan de opperheerschappij van haar vader over Wessex.
Indien Offa pas na Cynewulf in 779 te hebben verslagen de overhand over Wessex heeft gekregen, kan het zijn dat zijn successen ten zuiden van de Theems een noodzakelijke voorwaarde waren voor zijn ingrijpen in het zuidoosten. In deze visie waren Ecgbert II van Kents dood (waarschijnlijk tussen 779 en 784) en Cynewulfs dood in 786 de gebeurtenissen die het Offa mogelijk maakten om de controle over Kent naar zich toe te trekken en om Beorhtric binnen zijn invloedssfeer te brengen. Deze versie van de gebeurtenissen veronderstelt dat Offa na 764-65 geen controle over Kent had, zoals sommige historici van mening zijn.

## Kerk
Offa regeerde als een christelijke koning, maar ondanks dat hij door Karel de Grotes adviseur, Alcuin werd geprezen voor zijn vroomheid en zijn inspanningen om "[zijn volk] te instrueren in de geboden van God", kwam hij toch in conflict met Jænberht, de aartsbisschop van Canterbury. Jænberht was een aanhanger geweest van Egbert II van Kent. Dit kan in de jaren 760 en 770, toen Offa zich vanuit Kents perspectief inmengde in Kentse aangelegenheden, tot conflicten hebben geleid. Offa trok toekenningen van land door Egbert aan Canterbury in. Ook is bekend dat Jænberht de abdij van Cookham, die in Offa's bezit was, claimde.
In 786 stuurde Paus Adrianus I pauselijke legaten naar Engeland om de toestand van de kerk te beoordelen en kerkelijke decreten uit de vaardigen om richting te geven aan het gedrag van de Engelse koningen, edelen en geestelijken. Dit was de eerste pauselijke missie naar Engeland sinds Augustinus van Canterbury door paus Gregorius de Grote in 597 was gestuurd om de Angelsaksen te bekeren, de zogenaamde Gregoriaanse missie. De pauselijke legaten waren George, de bisschop van Ostia en Theophylact, de bisschop van Todi. Ze bezochten eerst Canterbury, daarna werden zij aan het hof door Offa ontvangen. Zowel Offa en Cynewulf, de koning van de West-Saksen, woonden een synode bij waar de doelen van de missie werden besproken. George reisde vervolgens door naar Northumbria, terwijl Theophylact Mercia en "delen van Brittannië" bezocht. Een verslag over de missie, dat door de gezanten naar Paus Adrian werd gezonden, geeft details over een synode die door George in Northumbria werd gehouden, en de kanonieke decreten die er werden uitgevaardigd. Van Theophylacts missie zijn weinig details bewaard gebleven. Na de noordelijke synode keerde George terug naar het zuiden, waar een andere synode werd gehouden, die zowel door Offa en Jaenberht werd bijgewoond. Op deze synode werden verdere kanonieke decreten uitgevaardigd.
In 787 slaagde Offa er in om de macht van de aartsbisschop van Canterbury in verregaande mate te reduceren door de oprichting van het rivaliserende aartsbisdom in Lichfield. De kwestie moet in 786 wel zijn besproken met de pauselijke gezanten, hoewel het niet wordt genoemd in de bewaard gebleven verslagen. De Angelsaksische kroniek meldt een "omstreden synode" in 787 in Chelsea, waar de oprichting van het nieuwe aartsbisdom werd goedgekeurd. Er is wel gesuggereerd dat deze synode dezelfde bijeenkomst was als het tweede zuidelijke concilie, dat door de pauselijke gezanten werd georganiseerd, maar historici zijn verdeeld over deze kwestie. Hygeberht, die al bisschop van Lichfield was, werd de eerste en enige aartsbisschop van Lichfield. Tegen het einde van 788 ontving hij het pallium, een symbool van zijn aartsbisschoppelijk gezag, uit Rome. Het nieuwe aartsbisdom omvatte de bisdommen van Worcester, Hereford, Leicester, Lindsey, Dommoc en Elmham; dit waren voornamelijk de Angelse gebieden in de Midlands. Canterbury behield de zuidelijke en zuidoostelijke bisdommen.
Een andere mogelijke reden voor de oprichting van het aartsbisdom Lichfield kan te maken hebben met Offa's zoon Ecgfrith. Nadat  Hygeberht aartsbisschop van Lichfield was geworden, wijdde hij Ecgfrith als koning; de ceremonie vond binnen een jaar plaats na Hygeberhts verheffing tot aartsbisschop. Het is mogelijk dat Jaenberht had geweigerd om de ceremonie uit te voeren en dat Offa voor de wijding een alternatieve aartsbisschop nodig had.
De ceremonie zelf is om twee redenen opmerkelijk: het is de eerste opgetekende wijding van een Engelse koning en het is ongebruikelijk dat Ecgfrith de koninklijke status verkreeg, terwijl zijn vader nog leefde. Offa zal zich ervan bewust zijn geweest dat Karel de Grote's zonen, Pepijn en Lodewijk als koningen waren gewijd door Paus Adrianus, en waarschijnlijk wilde hij de indrukwekkende waardigheid van het Frankische hof navolgen. Er waren ook andere precedenten: van Æthelred van Mercia wordt gezegd dat hij nog tijdens zijn leven zijn zoon Coenred als koning zou hebben genomineerd. Verder kan Offa ook hebben geweten van Byzantijnse voorbeelden van koninklijke wijding.

## Europese connecties
Offa's diplomatieke betrekkingen met het vasteland van Europa zijn goed gedocumenteerd, maar lijken alleen betrekking te hebben op de laatste tien à vijftien jaar van zijn bewind. In brieven die uit de late jaren 780 en vroege jaren 790 dateren, feliciteert Alcuin Offa voor het aanmoedigen van het onderwijs in zijn koninkrijk en begroette hij Offa's echtgenote en zoon, Cynethryth en Ecgfrith. Rond 789, of kort daarvoor, stelde Karel de Grote voor om zijn zoon Karel de Jongere te laten trouwen met een van Offa's dochters, hoogstwaarschijnlijk Ælfflæd. Offa stelde toen voor om zijn zoon Ecgfrith te laten trouwen met Karels dochter Bertha: Karel de Grote was verontwaardigd over dit verzoek, en verbrak het contact met het Mercische koninkrijk. Hij verbood zelfs aan Angelsaksische schepen om Frankische havens aan te doen. Alcuins brieven maken duidelijk dat dit geschil aan het eind van 790 nog steeds niet was opgelost, en dat Alcuin hoopte naar Mercia te worden gestuurd om de geschillen bij te leggen. Uiteindelijk werden de diplomatieke betrekkingen hersteld, ten minste gedeeltelijk door de diensten van Gervold, de abt van Saint-Wandrille.
Karel de Grote zocht tijdens de synode van Frankfurt in 794 steun bij de Angelsaksische kerk, waar de canonieke maatregelen die op het tweede concilie van Nicea waren uitgevaardigd, werden verworpen en de adoptianistische ketterijen van twee Hispaanse bisschoppen, Felix van Urgell en Elipandus van Toledo, werden veroordeeld. In 796 schreef Karel de Grote aan Offa; de brief is bewaard gebleven en verwijst naar een eerdere brief van Offa aan Karel de Grote. Deze correspondentie tussen de twee koningen produceerde de eerste overlevende documenten in de Angelsaksische diplomatieke geschiedenis. De brief gaat in de eerste plaats over de status van Angelsaksische pelgrims op het continent en over diplomatieke geschenken, maar onthult veel over de relaties tussen de Angelsaksen en de Franken. Karel verwijst naar Offa als zijn "broer", en noemt verder de handel in zwarte stenen die vanuit het continent naar Engeland werden verscheept en mantels (of eventueel laken) die van Brittannia naar het gebied van de Franken werden verhandeld.
De brief van Karel de Grote verwijst ook naar ballingen uit het Angelsaksisch gebied. Ene Odberht, vrijwel zeker dezelfde persoon als Eadberht Praen, wordt met name genoemd. Egbert van Wessex was een andere politieke vluchteling die, op de vlucht voor Offa, tijdelijk onderdak vond aan het Frankische hof. Het is duidelijk dat Karel de Grote in zijn Angelsaksische politiek niet alles op het ene, Mercische, paard inzette; hij steunde ook elementen die het tegen Offa opnamen; behalve de opvang van Egbert van Wessex en Eadberht Praen aan het Frankische hof stuurde hij bijvoorbeeld ook geschenken aan Æthelred I van Northumbria.
Gebeurtenissen in het zuiden van Brittannia tot 796 zijn soms afgeschilderd als een strijd tussen Offa en Karel, maar het verschil in hun macht was enorm. Rond 796 was Karel de Grote de meester van een rijk dat zich uitstrekte van de Atlantische Oceaan tot aan de Grote Hongaarse Laagvlakte. Offa en zijn opvolger Coenwulf waren in vergelijking met Karel duidelijk heersers van secundair belang.

## Overlijden en opvolging
Offa overleed op 29 juli 796. Hij werd begraven in Bedford. Hij werd opgevolgd door zijn zoon, Ecgfrith, maar deze stierf volgens de Angelsaksische kroniek al na een bewind van slechts 141 dagen. Een brief die in 797 door Alcuin aan een Mercische ealdorman genaamd Osbert werd geschreven, maakt duidelijk dat Offa tot het uiterste gegaan was om ervoor te zorgen dat zijn zoon Ecgfrith hem zou opvolgen. Naar Alcuins oordeel was Ecgfrith "niet voor zijn eigen zonden gestorven; maar was het wraak voor het bloed dat zijn vader had vergoten om de opvolging van zijn zoon te verzekeren. Want je weet heel goed hoeveel bloed zijn vader heeft vergoten om het koninkrijk voor zijn zoon veilig te stellen." Het is duidelijk dat Offa alle rivalen van Ecgfrith voor het koningschap had geëlimineerd. Vanuit dynastiek oogpunt bleek dit na de vroege dood van Ecgfrith geen goede zet, aangezien er na diens dood klaarblijkelijk geen nauwe mannelijke familieleden van Offa en Ecgfrith meer in leven waren. De opvolger van Ecgfrith, Coenwulf was slechts een verre verwant van Offa.
Offa's weduwe Cynethryth trok zich terug in de abdij van Cookham, waarvan ze abdis werd. De locatie van dit klooster werd in 2021 teruggevonden door archeologen van de universiteit van Reading op het terrein van de 12e-eeuwse parochiekerk van Cookham.

## Voetnoten
1. ↑  Bede, HE, V, 23, p. 324.
2. 1 2  Simon Keynes, "Mercia", in Lapidge, The Wiley Blackwell Encyclopedia of Anglo-Saxon England, p. 307.
3. ↑  Richard Fletcher, (Who's Who, p. 100) beschrijft hem als "in onderlinge overeenstemming de meest imposante Angelsaksische heerser vóór Alfred".
4. ↑  Campbell, Anglo-Saxon State, p. 144.
5. ↑  H. Blair, Roman Britain, pp. 14-15, Campbell, The Anglo-Saxons, pp. 95-98.
6. ↑  Whitelock, English Historical Documents, 67, pp. 453-454. Voor een bespreking over het gebruik van charters als bewijs in een vertelling van de ontwikkeling van Offa's opperheerschappij over de Hwicce tot onderdrukking van de heersende dynastie, en de daarop volgende absorptie van het koninkrijk van de Hwicce in het koninkrijk Mercia, zie Patrick Wormald, "The Age of Offa and Alcuin", in Campbell et al.,The Anglo-Saxons, p. 123.
7. ↑  Roger Ray, "Bede", in Lapidge et al., The Wiley Blackwell Encyclopedia of Anglo-Saxon England, pp. 57-59.
8. ↑  B. Yorke, Kings and Kingdoms of Early Anglo-Saxon England, Londen - New York, 1990, p. 117.
9. ↑  Peter Featherstone, geeft een overzicht van een aantal theorieën over de oorsprong van de Tribal Hidage in "The Tribal Hidage and the Ealdormen of Mercia" in Brown & Farr, Mercia, p. 29.
10. ↑  Michael Lapidge, "Alcuin van York", in Lapidge et al. Blackwell Encyclopaedia of Anglo-Saxon England, p. 24.
11. ↑  Patrick Wormald, "The Age of Offa en Alcuin", in Campbell et al., eds., The Anglo-Saxons, pp. 110, 118, Sutherland, English Coinage 600-1900, p. 10.
12. ↑  B. Yorke, Kings and Kingdoms of Early Anglo-Saxon England, Londen - New York, 1990, pp. 101, 104.
13. ↑  B. Yorke, Kings and Kingdoms of Early Anglo-Saxon England, Londen - New York, 1990, p. 112, D.P. Kirby, The Earliest English Kings, Londen - New York, 1991, p. 163.
14. ↑  Offa 7, PASE; zie "persoonlijke relaties".
15. ↑  Kirby, Earliest English Kings, p. 163.
16. 1 2  Kirby, Earliest English Kings, p. 165.
17. ↑  B. Yorke, Kings and Kingdoms of Early Anglo-Saxon England, Londen - New York, 1990, p. 32.
18. ↑  Stenton, Anglo-Saxon England', pp. 206-207.
19. ↑  Het bewijs hiervoor wordt geleverd door een oorkonde uit 799 van Coenwulf van Mercia waarin deze hetzelfde land opnieuw toekend, onder vermelding van de gronden die Offa had gegeven voor zijn herroeping, maar zonder opgave van de datum wanneer dit had plaatsgevonden. Deze oorkonde wordt vertaald in Whitelock, English Historical Documents, 80, p. 470.
20. ↑  Kirby citeert Stenton commentaar dat Egbert in "een volledige afhankelijkheidsrelatie" stond ten opzichte van Offa was. Kirby is zelf van mening dat hier "geen zeker bewijs" voor is. Aan de andere kant is Keynes het met Stenton eens dat Offa "in de jaren 760 de controle [nam] over Kent" Simon Keynes, "Offa", in Lapidge, The Wiley Blackwell Encyclopedia of Anglo-Saxon England, p. 340; Stenton,  Anglo-Saxon England, p. 207; Kirby, Earliest English Kings, pp. 165-166.
21. ↑  Kirby, Earliest English Kings, pp. 164, 166.
22. ↑  B. Yorke, Kings and Kingdoms of Early Anglo-Saxon England, Londen - New York, 1990, p. 64.
23. ↑  Stenton, Anglo-Saxon England, p. 210; Kirby, Earliest English Kings, p. 177; zie ook Zaluckyj & Zaluckyj, The Age van Mercian Supremacy, in Zaluckyj et al., Mercia, pp. 152-153, dat de details van de eerste versies van deze legende geeft.
24. ↑  J. Blair, Church in Anglo-Saxon Society, p. 288, Zaluckyj & Zaluckyj, "The Age of Mercian Supremacy", in Zaluckyj et alia, Mercia, p. 153.
25. 1 2  Stenton, Anglo-Saxon England, p. 209.
26. ↑  Kirby, Earliest English Kings, p. 168.
27. 1 2  B. Yorke, Kings and Kingdoms of Early Anglo-Saxon England, Londen - New York, 1990, p. 141.
28. ↑  Blackburn & Grierson, Early Medieval Coinage, pp. 281-282.
29. ↑  Swanton, Anglo-Saxon chronicle, p. 62.
30. ↑  Fletcher gaat er bijvoorbeeld van uit dat Egbert het gehele bewind van Beorhtric in Francië doorbracht, zie Fletcher, Who's Who, p. 114. Evenzo annoteert Stenton "3 jaar" door "in feite dertien jaar ... deze fout voor alle MSS.' Zie voetnoot 12 in Stenton, Anglo-Saxon chronicle, pp. 62-63. Aan de andere kant aanvaardt Stenton het getal van drie jaar: zie Stenton, Anglo-Saxon England, p. 220. Stenton voegt hier in een voetnoot aan toe dat "het zeer gevaarlijk is om een lezing te verwerpen die zo goed is onderbouwd".
31. ↑  Keynes & Lapidge, Alfred the Great, p. 71.
32. ↑  B. Yorke, Kings and Kingdoms of Early Anglo-Saxon England, Londen - New York, 1990, p. 147
33. ↑  Deze theorie is te danken aan Kirby; zie Kirby, Earliest English Kings, p. 169.
34. ↑  Whitelock, English Historical Documents, 198, p. 783.
35. ↑  B. Yorke, Kings and Kingdoms of Early Anglo-Saxon England, Londen - New York, 1990, p. 116-117.
36. ↑  Stenton, Anglo-Saxon England, pp. 215-216.
37. ↑  Kirby, Earliest English Kings, p. 170.
38. ↑  Stenton, Anglo-Saxon England, blz 217-218 & 218 noten 3 & 4.
39. ↑  Kirby, Earliest English Kings, p. 174.
40. ↑  Swanton, Anglo-Saxon Chronicle, sub anno 785, pp. 52-54.
41. 1 2  Kirby, 'Earliest English Kings, p. 173.
42. ↑  Stenton, Anglo-Saxon England, pp. 218-219.
43. ↑  B. Yorke, Kings and Kingdoms of Early Anglo-Saxon England, Londen - New York, 1990, p. 115.
44. 1 2  Stenton, Anglo-Saxon England, p. 215.
45. ↑  Kirby, Earliest English Kings, p. 175, Whitelock, English Historical Documents, 195, pp. 779-780.
46. ↑  Stenton, Anglo-Saxon England, p. 220, Whitelock, English Historical Documents, 20, p. 313.
47. ↑  Stenton, Anglo-Saxon England, p. 219.
48. ↑  Stenton, Anglo-Saxon England, p. 220.
49. ↑  Whitelock, English Historical Documents, 198, pp. 782-784.
50. ↑  Kirby, Earliest English Kings, pp. 176-177.
51. ↑  Nelson, Janet, "Carolingian Contacts" in Brown & Farr, Mercia, in het bijzonder pp. 139-143. Voor het tegenovergestelde standpunt, zie Wormald, "The Age of Offa en Alcuin", pp. 101-106.
52. ↑  Kirby, Earliest English Kings, p. 177, Sean Miller, anglo-saxons.net, 29 juli, dood van koning Offa van Mercia, Brown & Farr, Mercia: An Anglo-Saxon Kingdom In Europe, p. 310
53. ↑  Simon Keynes, "Cynethryth", in Lapidge, Encyclopaedia of Anglo-Saxon England, p. 133.
54. ↑  Swanton, Angelsaksische kroniek, p. 50.
55. ↑  Whitelock, English Historical Documents, pp. 202, 786-788.
56. ↑  B. Yorke, Kings and Kingdoms of Early Anglo-Saxon England, Londen - New York, 1990, p. 118.
57. ↑  https://archeologieonline.nl/nieuws/verloren-klooster-van-angelsaksische-koningin-van-mercia-eindelijk-gevonden

- Gemeinsame Normdatei: 119009250
- International Standard Name Identifier: 0000 0000 7860 5908
- Library of Congress Control Number: n82106275
- Nationale Bibliotheek van Israël: 987007361834305171
- Virtual International Authority File: 59884802